# دينار يوغوسلافي
الدينار اليوغوسلافي (بالسيريلية: динар) كان العملة الرسمية ليوغوسلافيا. قُدِّمَت في عام 1920 في مملكة الصرب، والكروات، والسلوفينيين، التي حلت محلها لاحقًا مملكة يوغوسلافيا، ثم الجمهورية الاشتراكية الاتحادية ليوغوسلافيا. كان الدينار مقسمًا إلى 100 بارا (بالسيريلية: пара).
استمرت إحدى الدول الخلف ليوغوسلافيا السابقة، جمهورية يوغوسلافيا الاتحادية، في استخدام نفس الاسم لعملتها حتى عام 2003، على الرغم من أن الجبل الأسود توقف عن استخدامه حصريًا في عام 1999 وابتعد عنه في عام 2000.
في أوائل تسعينيات القرن العشرين، أدى سوء الإدارة الاقتصادية إلى إفلاس الحكومة وأجبرها على أخذ الأموال من مدخرات مواطني البلاد. أدى تفكك يوغوسلافيا إلى حدوث تضخم شديد ومستمر في جمهورية يوغوسلافيا الاتحادية [الإنجليزية]، والذي وُصِف بأنه الأسوأ في التاريخ.  طُبِعَت كميات كبيرة من المال، وأصبحت العملات المعدنية زائدة عن الحاجة ووصلت معدلات التضخم إلى أكثر من مليار في المائة سنويًا.  وقد تسبب هذا التضخم المفرط في خمس عمليات إعادة تقييم بين عامي 1990 و1994؛ وفي المجموع كان هناك ثمانية دنانير مميزة. أُعطيت ستة من الثمانية أسماء مميزة ورموز ISO 4217 منفصلة. كانت أعلى فئة من الأوراق النقدية هي 500 مليار دينار، والتي أصبحت بلا قيمة بعد أسبوعين من طباعتها. 

## تاريخ
ملخص الدنانير المتتالية:
| سنة البداية | السم أو الوصف غير الرسمي               | الشفرة                                            | ما يعادل                                          |
| ----------- | -------------------------------------- | ------------------------------------------------- | ------------------------------------------------- |
| 1920        | الدينار الصربي (أصبحت عملة يوغوسلافية) |                                                   | 4 كرونة يوغسلافية                                 |
| 1941        | متنوع                                  | ( انقسمت يوغوسلافيا خلال الحرب العالمية الثانية ) | ( انقسمت يوغوسلافيا خلال الحرب العالمية الثانية ) |
| 1945        | دينار الاتحاد                          | YUF                                               | 20 دينارا صربي                                    |
| 1966        | دينار صلب                              | YUD                                               | 100 ين                                            |
| 1990        | الدينار القابل للتحويل                 | YUN                                               | 10000 دينار                                       |
| 1992        | الدينار المعاد تقييمه                  | YUR                                               | 10 يون                                            |
| 1993        |                                        | YUO                                               | 1 مليون يورو                                      |
| 1994        |                                        | YUG                                               | 1000 مليون يو                                     |
| 1994        | دينار جديد                             | YUM                                               | 1 مارك ألماني                                     |

### 1920–41: دنانيرمملكة يوغوسلافيا
حتى عام 1918، كان الدينار هو العملة الرسمية لصربيا. ثم أصبحت عملة مملكة الصرب، والكروات، والسلوفينيين، متداولة إلى جانب الكرونة في كرواتيا، وسلوفينيا، والبوسنة والهرسك، حيث كان الدينار الواحد يساوي 4 كرونة. صدرت أولى العملات المعدنية والأوراق النقدية التي تحمل اسم مملكة الصرب، والكروات، والسلوفينيين في عام 1920، وحتى ذلك الوقت كانت العملات المعدنية والأوراق النقدية الصربية متداولة. في عام 1929، تغير اسم البلاد إلى مملكة يوغوسلافيا وانعكس ذلك على العملة. 
في عام 1931، حُدِّد سعر الصرف عند 56.4 ديناراً مقابل الدولار الأمريكي، والذي تغير إلى 44 ديناراً في عام 1933. في عام 1937، سعر الصرف السياحي بـ 250 دينارًا مقابل الجنيه الإسترليني.

### الحرب العالمية الثانية(1941-1945)
في عام 1941، تعرضت يوغوسلافيا للغزو والتقسيم، وظل الدينار هو العملة المتداولة في إقليم القائد العسكري في صربيا (الدينار الصربي). أُدخلت الكونا في كرواتيا والبوسنة والهرسك ( دولة كرواتيا المستقلة ) على قدم المساواة مع الدينار، في حين دخل الليف البلغاري، والليرة الإيطالية، والرايخ مارك الألماني التداول في تلك الأجزاء من يوغوسلافيا التي تحتلها هذه البلدان.

### 1945–65: الدينار الاتحادي (YUF)
في عام 1945، ومع بدء إعادة تشكيل يوغوسلافيا، حل الدينار اليوغوسلافي محل الدينار الصربي، وكونا دولة كرواتيا المستقلة وغيرها من عملات الاحتلال، حيث كانت أسعار الصرف 1 دينار يوغوسلافي = 20 دينارا صربية = 40 كونا. 
كانت يوغوسلافيا عضوًا مؤسسًا لصندوق النقد الدولي. وفي ذلك الوقت، تجنبت الدول الشيوعية الأخرى الانضمام إليها. رُبِط الدينار في البداية بالدولار الأمريكي بمعدل 50 دينارًا مقابل الدولار.  وبحلول عام 1955، خُفِّضَت قيمة الربط إلى 300 دينار مقابل الدولار، ولكن هذا لم ينطبق إلا على عدد محدود من المعاملات.  بالنسبة للغالبية العظمى من المعاملات، طُبِّق نظام أسعار الصرف المتعددة مع مستويات مختلفة من التدخل الحكومي. اعتمادًا على المعاملة، قدم النظام أكثر من 200 سعر صرف مختلف  تتراوح من حوالي 600 دينار مقابل الدولار إلى أكثر من 1150.  أُلغي نظام سعر الصرف المتعدد في عام 1961 واستُبدِل بسعر صرف ثابت واحد قدره 750 دينارًا للدولار. 

### 1966–89: الدينار الصلب (YUD)
في الأول من يناير 1966، جرت أول عملية إعادة تقييم من بين خمس عمليات إعادة تقييم، بنسبة 100 إلى 1.
رُبِطَت العملة المعاد تقييمها في البداية بالدولار الأمريكي بسعر 12.50 دينارًا مقابل الدولار.  وفي أواخر عام 1971، عُدِّل هذا السعر إلى 17 دينارًا للدولار.  في أعقاب صدمة نيكسون، اعتمدت يوغوسلافيا نظام سعر الصرف السوقي. أُنشِئ سوق الصرف الأجنبي في بلغراد حيث كان من الممكن للبنوك فقط المشاركة فيه؛ وقد أدى هذا إلى تحديد أسعار الصرف للبلاد بأكملها.  وقد سمح هذا للدينار بالطفو (أو ربما بشكل أكثر دقة، بالغرق) بحرية أكبر أو أقل. وفي ظل هذا النظام وصل سعر الصرف إلى نحو 29 ديناراً للدولار في عام 1981،  127 ديناراً للدولار بحلول عام 1984،  و457 ديناراً للدولار بحلول عام 1987. 
أُدير التضخم المزمن في يوغوسلافيا بشكل سيئ. لقد أصبح التضخم المفرط في جمهورية يوغوسلافيا الاتحادية الاشتراكية مشكلة خطيرة في ثمانينيات القرن العشرين. في الفترة ما بين 1971 و1991، بلغ معدل التضخم السنوي في يوغوسلافيا 76%. ولم تكن البرازيل وزائير فقط من الدول التي سجلت مستويات أعلى من التضخم. 
سُكَّت العملات المعدنية ذات الفئة الكبيرة من النيكل والنحاس. 

### 1990–92: الدينار القابل للتحويل (YUN)

شعار النبالة لجمهورية يوغوسلافيا الاتحادية الاشتراكية

أُجريت عملية إعادة التقييم الثانية في الأول من يناير 1990، بنسبة 10,000 إلى 1. خلال هذه الفترة، بدأت الجمهوريات المكونة لجمهورية يوغوسلافيا الاتحادية الاشتراكية بمغادرة البلاد. وأعلنت أربع من الجمهوريات الست استقلالها وأصدرت عملاتها الخاصة بعد فترة وجيزة، واعترف المجتمع الدولي بتفكك يوغوسلافيا في مطلع عام 1992. كان هذا هو الدينار الأخير الذي يحمل شعار النبالة واسم "جمهورية يوغوسلافيا الاتحادية الاشتراكية" بعدة لغات.
| دولة             | عملة             | رمز ISO | تاريخ الإعتماد | قيمة              |
| ---------------- | ---------------- | ------- | -------------- | ----------------- |
| سلوفينيا         | تولار سلوفيني    | SIT     | 8 أكتوبر 1991  | 1 دينار لسنة 1990 |
| كرواتيا          | الدينار الكرواتي | HRD     | 23 ديسمبر 1991 | 1 دينار لسنة 1990 |
| مقدونيا الشمالية | الدينار المقدوني | MKD     | 26 أبريل 1992  | 1 دينار لسنة 1990 |
| البوسنة والهرسك  | الدينار البوسني  | BAD     | 1 يوليو 1992   | 1 دينار لسنة 1992 |

كما أصدرت الجيوب الصربية في البوسنة والهرسك والأراضي المحتلة في كرواتيا عملات بالدينار، تعادل الدينار اليوغوسلافي، وتعاد قيمتها بالتوازي معه. وكان هذان هما دينار كرايينا [الإنجليزية] ودينار جمهورية صربسكا [الإنجليزية].

### يوليو 1992 – سبتمبر 1993: الدينار المعاد تقييمه (YUR)
وفي جمهورية يوغوسلافيا الاتحادية، التي تتألف من الجمهوريات المتبقية في صربيا والجبل الأسود، جرت عملية إعادة التقييم الثالثة في الأول من يوليو 1992، بنسبة 10 إلى 1. بدأ التضخم المفرط في البلاد ‏ خلال فترة تداول هذه العملة. لقد كان للعقوبات المفروضة على جمهورية يوغوسلافيا الاتحادية، والتي فُرِضَت خلال عام 1992، تأثير خطير على اقتصادها. بدأ الناس في استخدام العملات الصعبة الأجنبية، مثل المارك الألماني، للتخفيف من بعض مشاكل التضخم المفرط.

### أكتوبر-ديسمبر 1993 دينار (YUO)
أعادت يوغوسلافيا تقييم الدينار للمرة الرابعة في الأول من أكتوبر 1993 بنسبة 1 مليون إلى 1. ولكن هذا لم يخفف من التضخم الجامح، ولم يستمر الدينار الصادر في عام 1993 ( رمز ISO 4217 : YUO) سوى ثلاثة أشهر.
أصبحت العملة المعدنية زائدة عن الحاجة. كان دينار عام 1993 هو العملة الأكبر قيمة بين جميع تجسيدات العملة اليوغوسلافية: الورقة النقدية التي تحمل صورة يوفان يوفانوفيتش زماج بلغت قيمتها الاسمية 500 مليار ( 5 ) دينارا. أصبحت الأجور بلا قيمة؛ فإذا دُفِعَت نقدًا، كان على العمال أن يهرعوا للخروج وإنفاق أجورهم قبل أن تفقد قيمتها بين عشية وضحاها. وبدأت العديد من الشركات في دفع الأجور في صورة سلع بدلاً من ذلك، وتطور نظام المقايضة البسيط. لا تزال الشركات التي تتمتع بعلاقات جيدة مع السياسيين قادرة على الحصول على العملة الصعبة. بعض المتاجر، بدلاً من إعادة كتابة أسعارها [الإنجليزية] عدة مرات في اليوم، بدأت في تسعير السلع بال"Bods" (النقاط)، والتي غالباً ما تعادل العملة الصعبة مثل المارك الألماني الواحد. كان شتاء عام 1993 قاسياً بشكل خاص على المتقاعدين؛ فإذا أُنفِق معاشهم الشهري على الفور، فإنه كان لا يزال بالكاد يكفي لشراء ثلاثة لترات من الحليب. اعتمد العديد من الناس على علاقاتهم بالأصدقاء والعائلة في الخارج (الذين يمكنهم توفير العملة الصعبة) أو في الريف (الذين يمكنهم زراعة الغذاء). 

### دينار 1994 (YUG)
أعادت يوغوسلافيا تقييم الدينار للمرة الخامسة في 1 يناير 1994، بنسبة 1 مليار ( 109 ) إلى 1.
كان دينار عام 1994 ( رمز ISO 4217 : YUG) هو الأقصر عمراً من بين جميع تجسيدات العملة اليوغوسلافية، حيث استمر التضخم المفرط في التفاقم،  ولم يُصدَر سوى عملة واحدة (دينار واحد) له. في أواخر دينار عام 1994، قام البنك الوطني بطباعة وإعادة إصدار أوراق نقدية بقيمة 10 ملايين دينار من دينار عام 1992 (يمين).

### إصلاحات الدينار اليوغوسلافي
| التاريخ        | معدل التحويل  |
| -------------- | ------------- |
| 29 نوفمبر 1944 | 20            |
| 1 يناير 1966   | 100           |
| 1 يناير 1990   | 10,000        |
| 1 يوليو 1992   | 10            |
| 1 أكتوبر 1993  | 1,000,000     |
| 1 يناير 1994   | 1,000,000,000 |
| 24 يناير 1994  | ~13 مليون     |

في 24 يناير 1994، أُصدِر الدينار الجديد-novi dinar (الصيغة الاسمية للجمع: novi dinari، بالسيريلية: нови динар، нови динари؛ الصيغة الإضافية للجمع: novih dinara، بالسيريلية: нових динара؛ وتعني كلمة novi "جديد"). لم يكن هذا الإصدار إعادة تقييم للدينار، بل ثُبِّت الدينار الجديد عند التكافؤ مع المارك الألماني.
في يوم إصدار الدينار الجديد، كان سعر الصرف بين الدينار السابق والمارك الألماني، وبالتالي مع الدينار الجديد، حوالي 1 مارك ألماني = 13 مليون دينار. وعلى الرغم من أن الدينار السابق لم يكن مرتبطًا رسميًا بالعملة الجديدة، إلا أنه لم يواصل الانخفاض، حيث استقر عند حوالي 12 مليون دينار "1994" لكل دينار جديد.
تأثير التضخم المفرط كان كبيرًا للغاية، حيث أصبح الدينار الجديد يعادل تقريبًا:
- من الدينار الثالث (الدينار الصلب) قبل 1990،
- من الدينار الاتحادي،
- من الدينار ما قبل الحرب.

حُذِفَ مصطلح "الجديد" (novi) في اسم العملة في عام 2000.
في عام 2003، عندما أصبحت يوغوسلافيا اتحاد دولة صربيا والجبل الأسود، اُستُبدِل الدينار اليوغوسلافي في جمهورية صربيا التأسيسية بالدينار الصربي (CSD) على قدم المساواة.

### استبدال الدينار
في 6 نوفمبر 1999، قررت مونتينيغرو أنه إلى جانب الدينار اليوغوسلافي، سيكون المارك الألماني عملة رسمية أيضاً. في 13 نوفمبر 2000، أُلغي الدينار في الجبل الأسود وأصبح المارك الألماني (الذي كان آنذاك مرتبطاً باليورو) العملة الوحيدة هناك. توقف المارك الألماني عن أن يكون عملة قانونية في ألمانيا واستُبدِل فعليًا باليورو في الأول من يناير 2002، وهو نفس التاريخ الذي تبنت فيه مونتينيغرو اليورو من جانب واحد، على الرغم من أنها لا تسك العملة.
في عام 2003، بعد إنشاء صربيا والجبل الأسود، استُبدِل الدينار الذي كان يستخدم آنذاك في صربيا فقط، بالدينار الصربي. في الممارسة العملية، كان تقديم الدينار الصربي بمثابة تغيير في الاسم، حيث ظلت قيمتهما متساوية مع الحفاظ على نفس تصميمات الأوراق النقدية والعملات المعدنية بشكل أساسي باستثناء اسم الدولة. ظلت الأوراق النقدية اليوغوسلافية القديمة قيد الاستخدام الرسمي بالتوازي مع الأوراق النقدية الصربية الجديدة حتى الأول من يناير 2007، وكان من الممكن استبدال الأوراق النقدية القديمة بأخرى جديدة من خلال الخدمات التي يقدمها البنك الوطني الصربي حتى نهاية عام 2012.

## العملات المعدنية

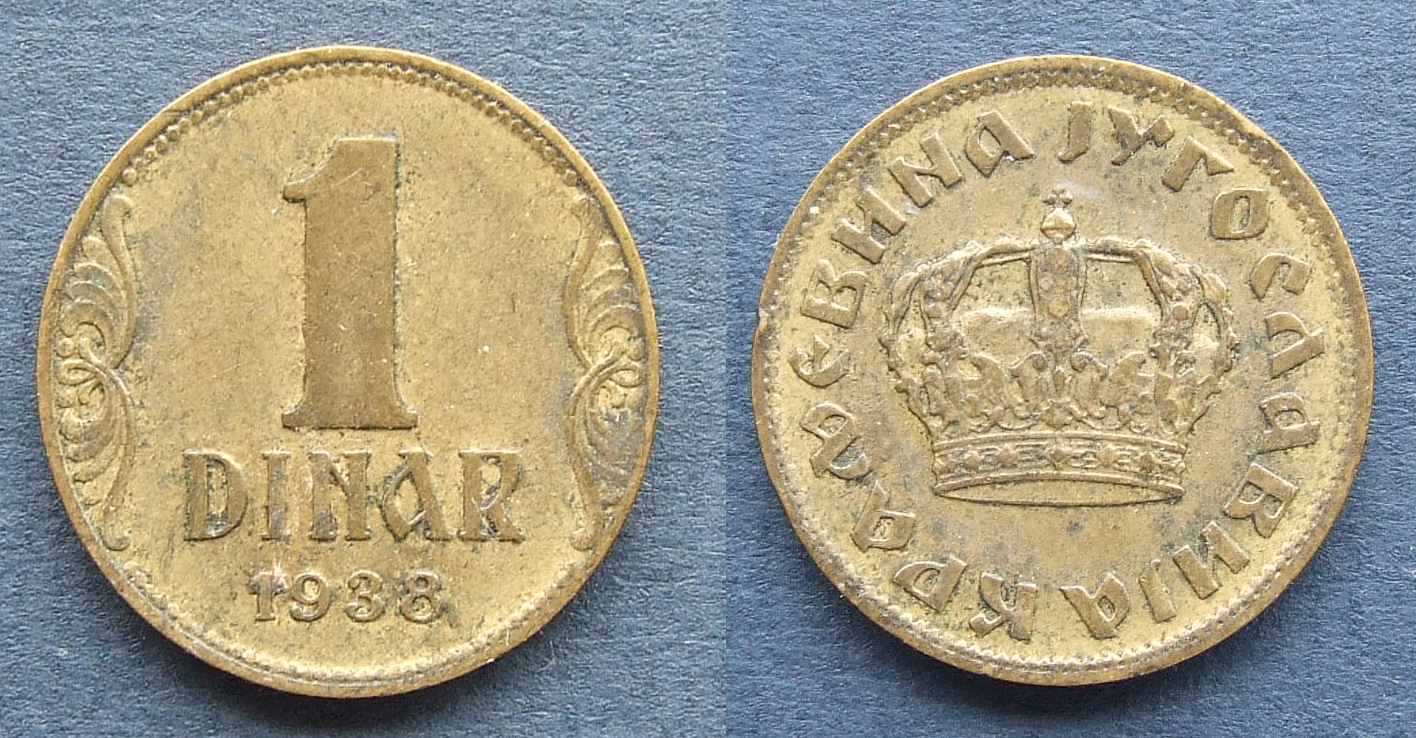
1 دينار 1938

### دينار 1920
في عام 1920، سُكَّت أول قطعة نقدية باسم مملكة الصرب، والكروات، والسلوفينيين. وكانوا من الزنك بفئات 5 و 10 بارا والنيكل والبرونز بفئة 25 بارا. وتبعتها في عام 1925 العملات النيكل البرونزية فئة 50 بارا، و1، و2 دينار. ابتداءً من عام 1931، سُكَّت العملات المعدنية باسم يوغوسلافيا، بدءًا من العملات الفضية من فئة 10 و20 دينارًا، ثم العملات الفضية من فئة 50 دينارًا في عام 1932. في عام 1938، قُدِّمَت عملات من الألومنيوم والبرونز بقيمة 50 بارا، و1 و2 دينار، و10 دينار من النيكل، وحجم مخفض من الفضة بقيمة 20 و50 دينار. كانت هذه آخر العملات المعدنية التي صدرت قبل الحرب العالمية الثانية.

### دينار 1945
في عام 1945، قُدِّمَت عملات الزنك 50 بارا، و1، و2، و5 دينارا، وتبعتها في عام 1953 عملات الألومنيوم بنفس الفئات. في عام 1955، أُضيفت العملات البرونزية المصنوعة من الألومنيوم من فئة 10، و20، و50 ديناراً.

### دينار 1966

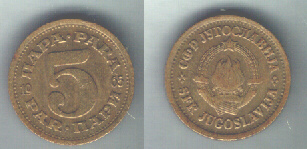
عملة فئة 5 بارا، 1965، الوجه الأمامي والخلفي
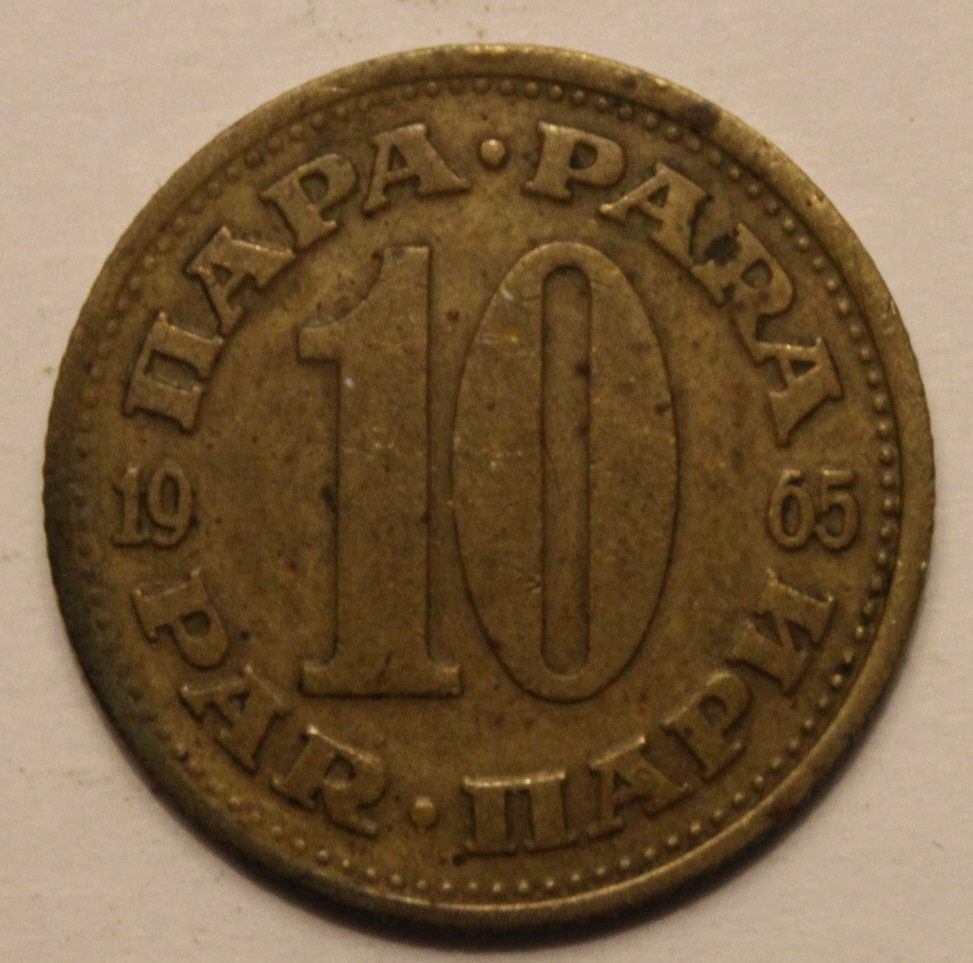
عملة معدنية فئة 10 بارا، 1965، الوجه الأمامي
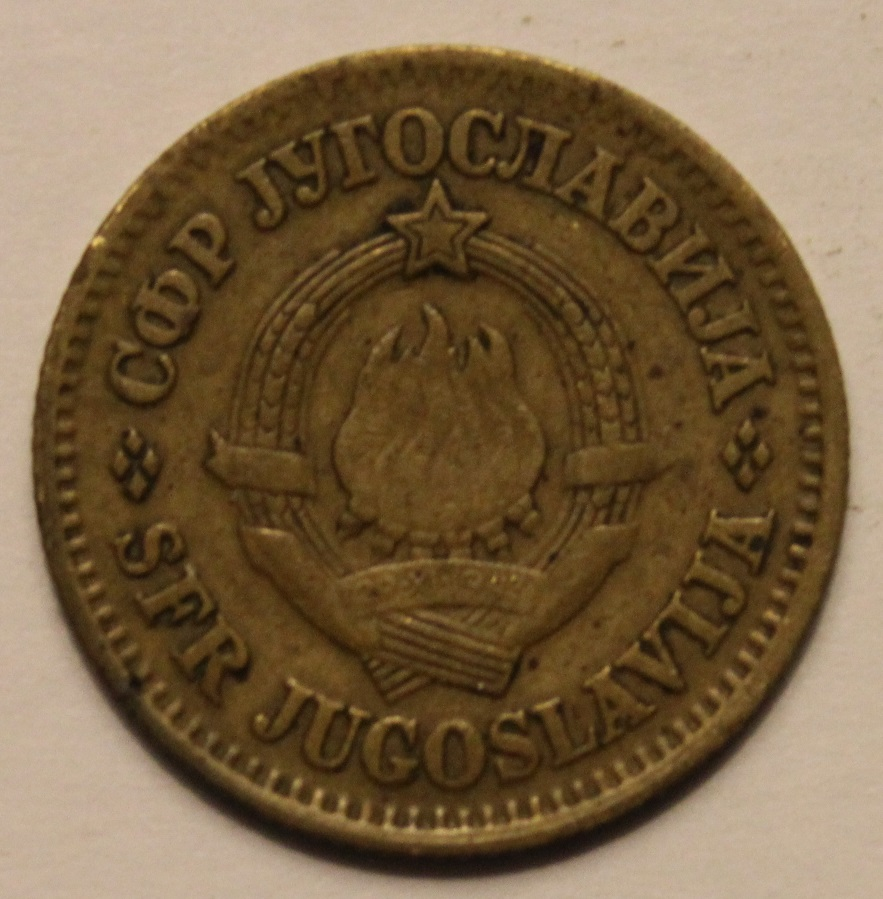
عملة معدنية بقيمة 10 بارا، 1965، الوجه الخلفي
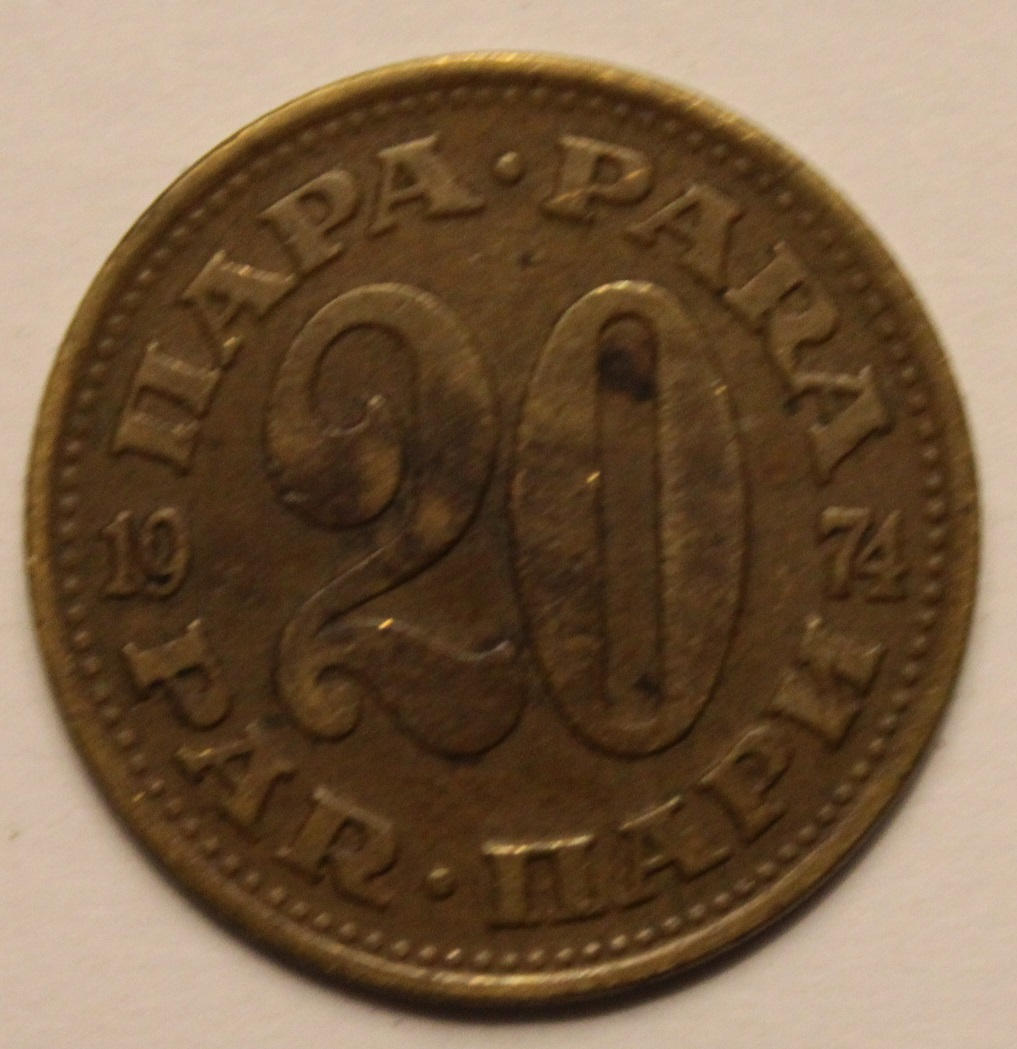
عملة 20 بارا، 1974، الوجه الأمامي
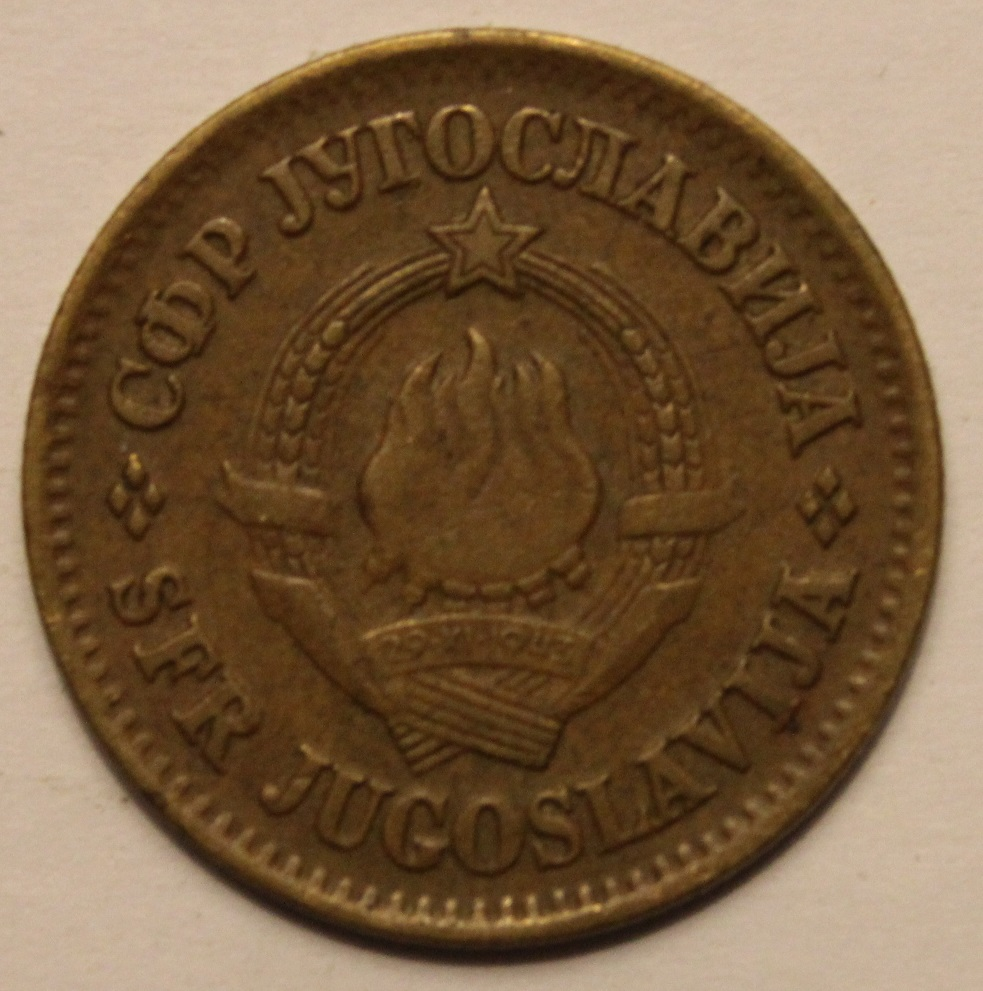
عملة 20 بارا، 1974، الوجه الخلفي
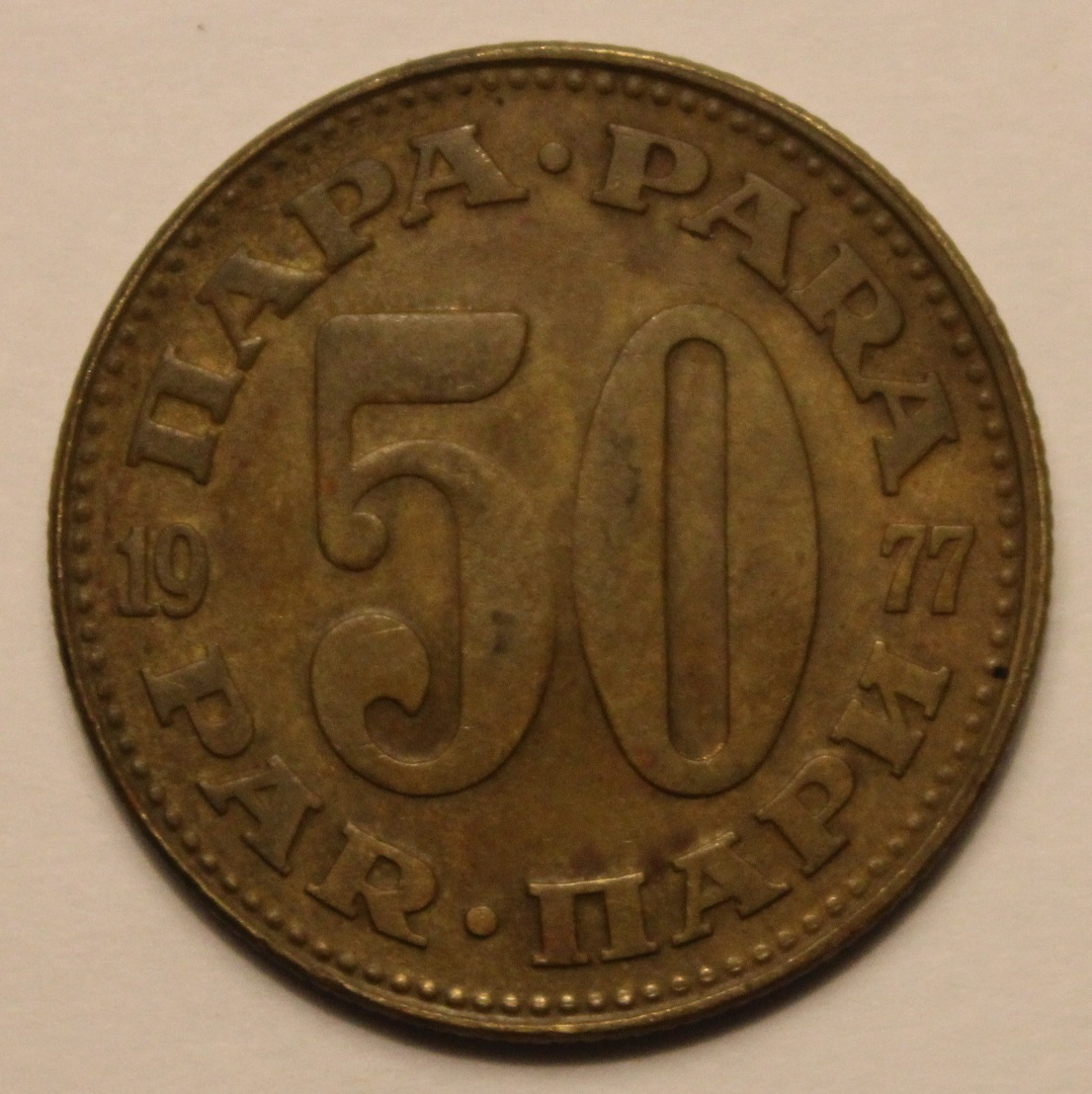
عملة 50 بارا، 1977، الوجه الأمامي
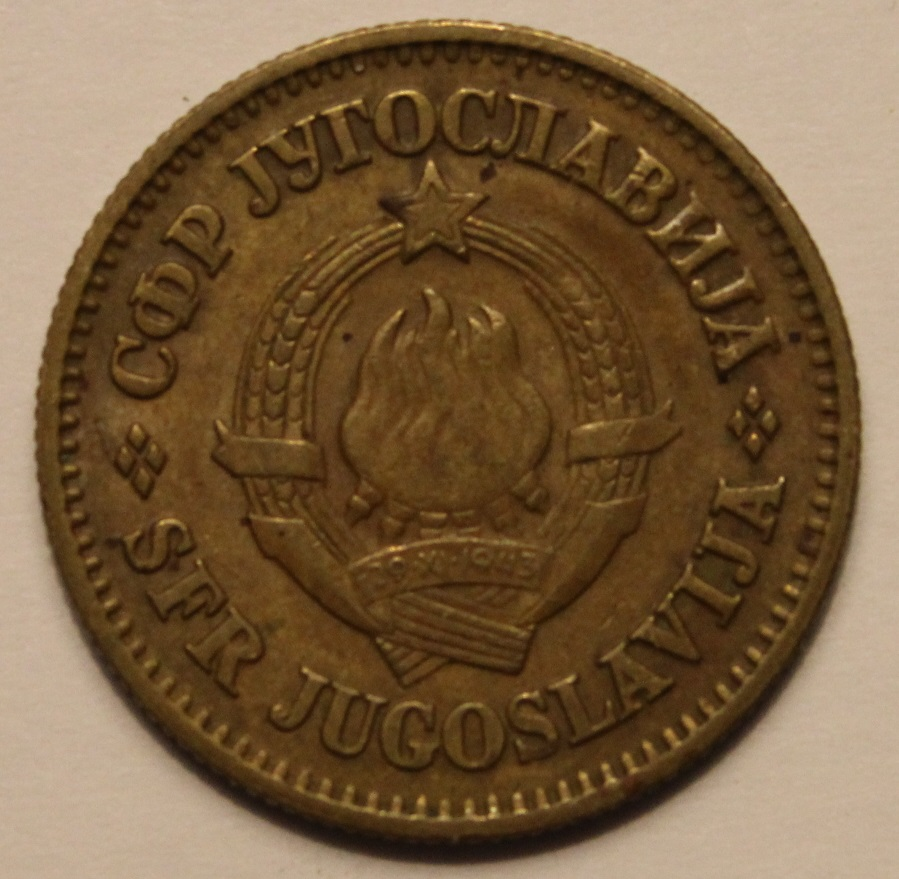
عملة 50 بارا، 1977، الوجه الخلفي
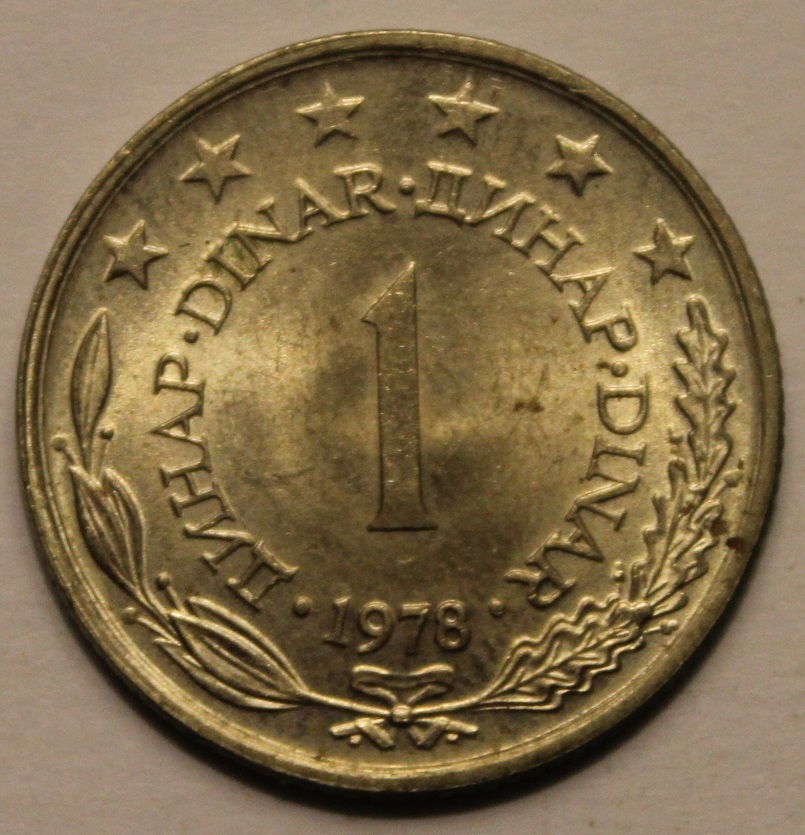
عملة 1 دينار، 1978، الوجه الأمامي
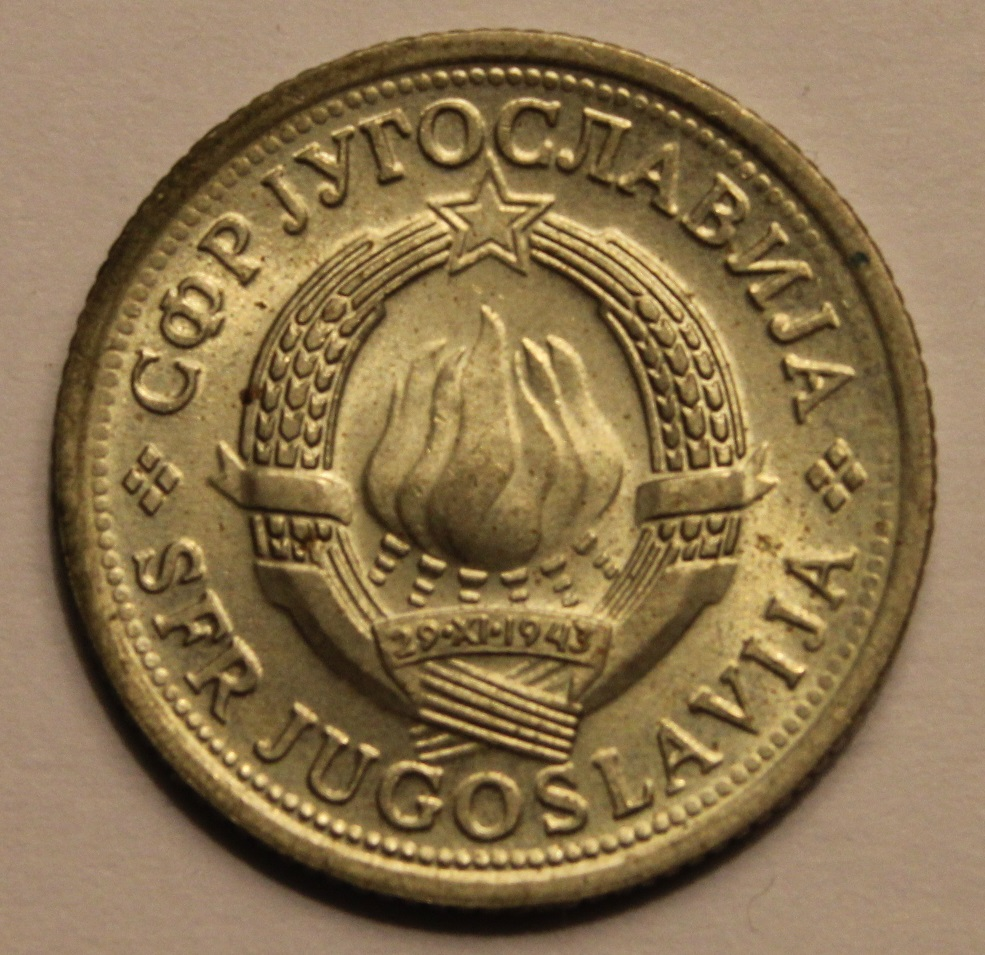
عملة 1 دينار، 1978، الوجه الخلفي

في عام 1966، أُصدِرَت عملات نحاسية من فئة 5، و10، و20، و50 بارا، وعملات نحاسية من فئة دينار واحد من النيكل والنحاس (مؤرخة عام 1965). في عام 1971، قُدِّمَت العملة المعدنية المصنوعة من النيكل والنحاس الأصفر بقيمة 2 و5 دينار، تلاها العملة المعدنية المصنوعة من النحاس والنيكل بقيمة 10 دنانير في عام 1976. توقف إنتاج العملات المعدنية من فئة 5 و10 و20 بارا في عام 1981، وقُدِّمَت العملات البرونزية من فئة 25 و50 بارا في العام التالي. طُرِحَت العملات المعدنية المصنوعة من النيكل والنحاس من فئة 20، و50، و100 دينار في عام 1985، وتوقف إنتاج جميع العملات المعدنية التي تقل عن 10 دينار في العام التالي. في عام 1988، طُرِحَت العملات النحاسية من الفئة 10، و20، و50، و 100 دينار. أُصدِرَت هذه العملات الأربع حتى عام 1989.

### دينار 1990
في عام 1990، أُصدِرَت العملات المعدنية من فئة 10، و20، و50 بارا و1، و2، و5 دينار. سُكَّت أعلى فئتين بأعداد صغيرة في عام 1992، وتوقف إنتاج الفئات الأخرى في عام 1991.

### دينار 1992
أُصدِرَت عملات معدنية لهذه العملة في عام 1992 بفئات 1، و2، و5، و10، و 50 ديناراً. كانت العملات فئة 1، و2، و5 دينار مصنوعة من البرونز، في حين كانت العملات فئة 10 و50 دينارا مصنوعة من النيكل والنحاس. حملت العملات المعدنية لقب الدولة "يوغوسلافيا" (Jugoslavija بالأبجدية اللاتينية و Југославија بالأبجدية السيريلية) في أبسط صوره دون أي تعديل.

### دينار 1993
أُصدِرَت العملات المعدنية في عام 1993 بفئات 1، و2، و5، و10، و50 دينارًا من النيكل والنحاس، و100 دينارًا من النحاس. كما سُكَّت عملات نحاسية بقيمة 500 دينار ولكن لم تُصدَر، وأُعيد صهر معظمها. كان تصميم هذه العملات المعدنية مشابهًا لتصميم عملات الدينار الخامس، باستثناء أن عملات الدينار السادس حملت لقب الدولة "جمهورية يوغوسلافيا الاتحادية" (SR Jugoslavija باللاتينية و СР Југославија بالسيريلية).

### دينار 1994
سُكَّ نوع واحد فقط من العملات المعدنية لهذه العملة قصيرة العمر، وهي عملة نحاسية بقيمة دينار واحد.

### الدينار الجديد
في عام 1994، قُدِّمَت العملات النحاسية 1 و5 بارا، والنيكل والنحاس 10 و50 بارا، و1 دينار جديد. في عام 2000 حُذِفَت كلمة جديد (novi) من العملة وقُدِّمَت عملات معدنية نحاسية جديدة من فئة 50 بارا، و1، و2، و5 دينارا.

## روابط خارجية
الجبل الأسود يتخلى عن الدينار اليوغوسلافي (على بي بي سي نيوز )